# Hatsuyuki

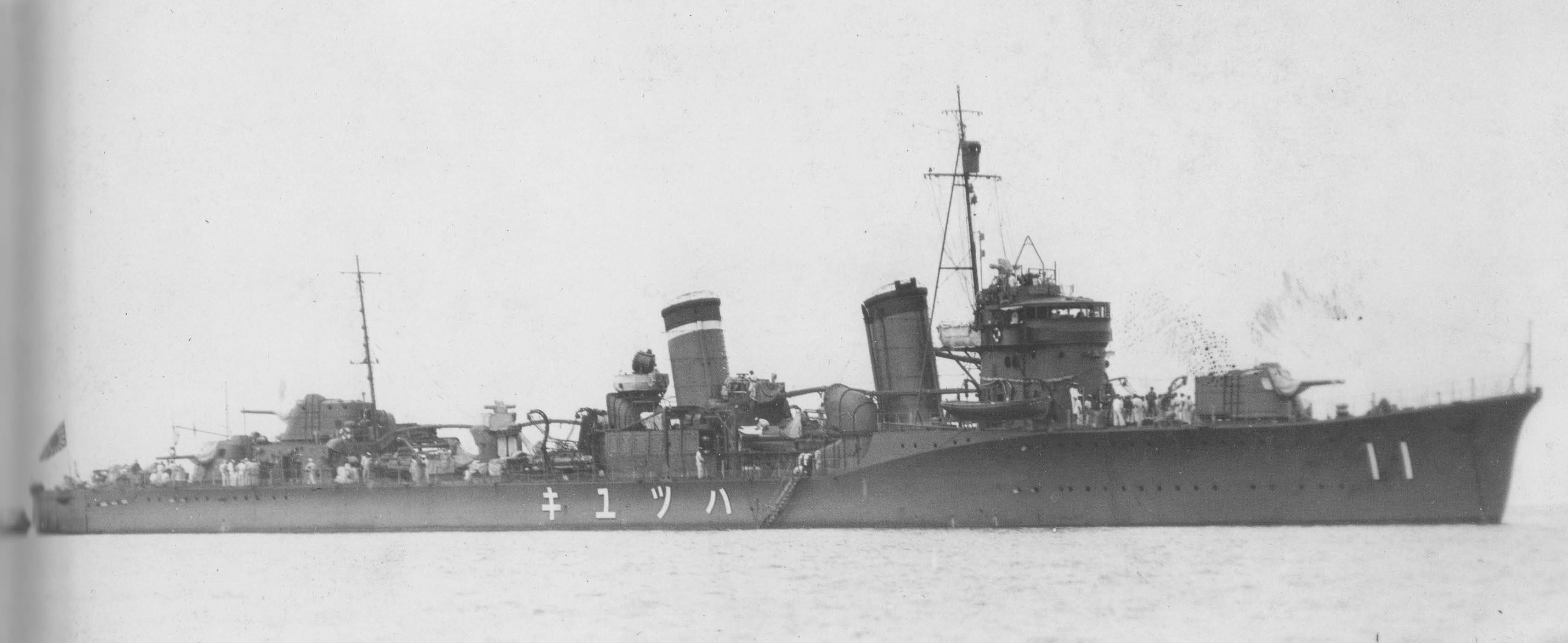
Le Hatsuyuki.

Le Hatsuyuki est un destroyer de classe Fubuki de la marine impériale japonaise mis en service en 1928. Endommagé à la bataille du golfe de Kula, il a été coulé par un bombardement le 17 juillet 1943.